# Five (film 2003)
Five (Five Dedicated to Ozu) è un film del 2003 diretto da  Abbas Kiarostami.
La pellicola è stata presentata fuori concorso al 57º Festival di Cannes.

## Trama
Un film  poetico e privo di dialoghi, composto da cinque parti che hanno per tematica l'acqua.  Si compone di cinque campi lunghi della natura, come precisa il titolo originale: "Five Dedicated to Ozu".

## Produzione
I campi lunghi  sono sequenze single-take, girate con un palmare DV fotocamera, lungo le rive del Mar Caspio. Una scena è girata in Italia, a Lucera.